# Maison aux avions
La Maison aux avions , également connue sous le nom de Ferme aux avions ou Base de la Menegatte est un site artistique créé à partir des années 1960 à Steenwerck, au bord de l'autoroute A25 reliant Lille à Dunkerque, par Arthur Vanabelle (1922-2014), agriculteur et créateur autodidacte.
Traditionnellement classée dans le domaine de l'Art brut, à l'instar du Palais idéal du facteur Cheval, de la Maison Picassiette ou de la cathédrale de Jean Linard, les sculptures de la Maison aux avions sont constituées de matériaux de récupération (enjoliveurs, matériels agricoles réformés, ressorts, abat-jours, téléviseurs, vieux pneus, tôle de cuisinières, jerrican, etc) et forment une série de canons, d'avions, char d'assaut, fusées, soldats et diverses décorations.

## Mobilisation autour de la Maison aux avions
En janvier 2014, après la parution d'un article du quotidien régional la Voix du Nord qui alerte l'opinion publique sur son abandon par ses propriétaires placés en maison de retraite, l'artiste Gricha Rosov lance une pétition « Patrimoine régional : Sauvons la Maison aux avions de Steenwerck » qui recueille plus de 18 000 signatures et crée une association visant à sauvegarder le site,,. Cette mobilisation connaît un écho important dans la presse régionale, nationale et sur les réseaux sociaux,,,.
Après avoir obtenu les soutiens de députés, de sénateurs et de la ministre de la culture et de la communication, Aurélie Filippetti, l'ASMA (Association pour la sauvegarde de la maison aux avions) lance une souscription publique pour acheter la maison aux avions sous la forme d'une société civile immobilière mais n'obtient pas le soutien des collectivités locales,,.
En décembre 2014, malgré l'intérêt du Lille Métropole Musée d'Art moderne, d'Art contemporain et d'Art brut pour le site, le maire de Steenwerck annonce par voie de presse que la Ferme aux avions a été vendue à un particulier tandis qu'une partie des œuvres d'Arthur Vanabelle sera transférée dans un musée local. Le documentaire « les chemins de l'art brut » de la réalisatrice Hélène Desplanques, sorti en mars 2015, est en partie consacré à la ferme aux avions.

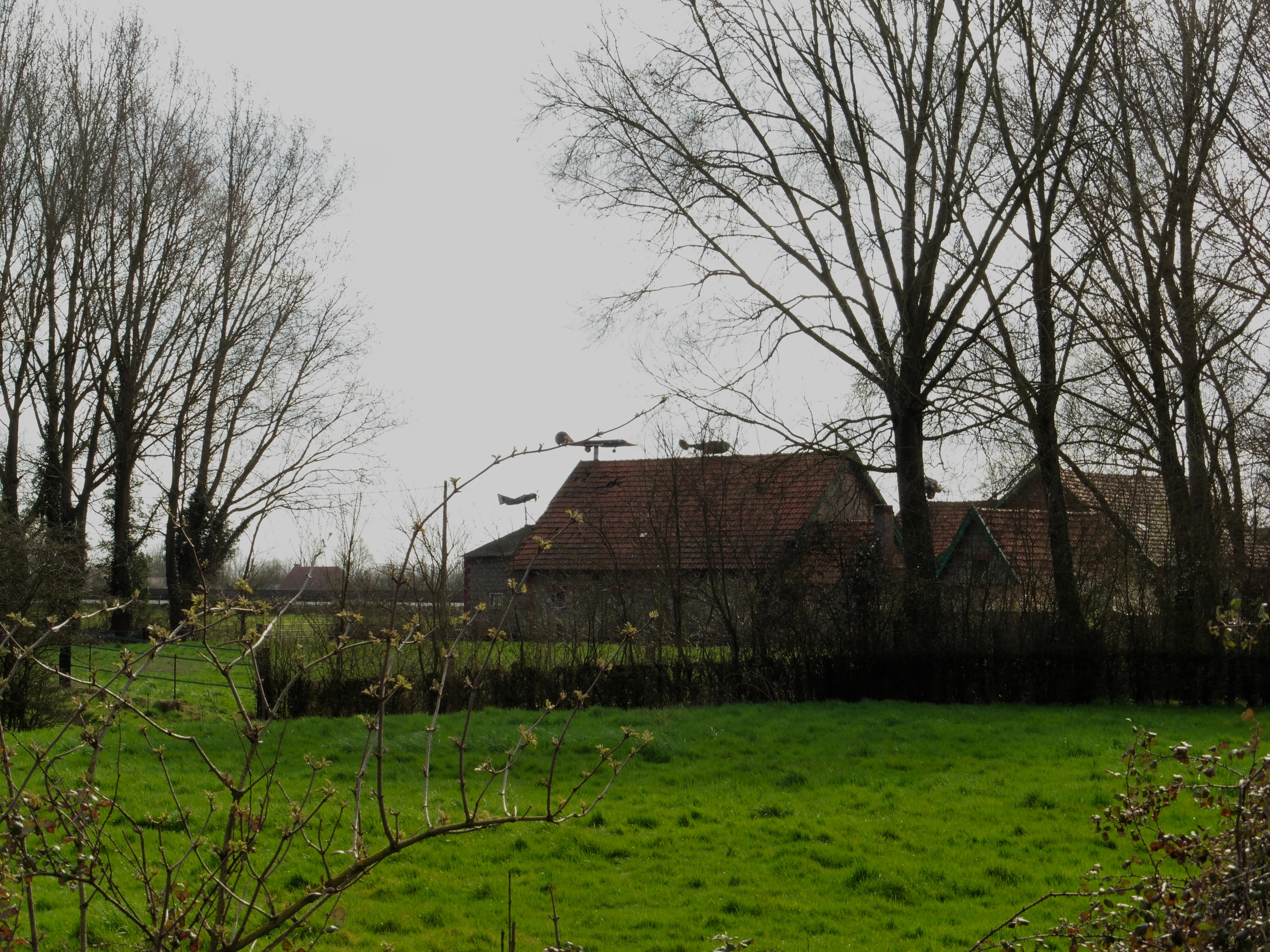
La maison aux avions d'Arthur Vanabelle (Steenwerck)
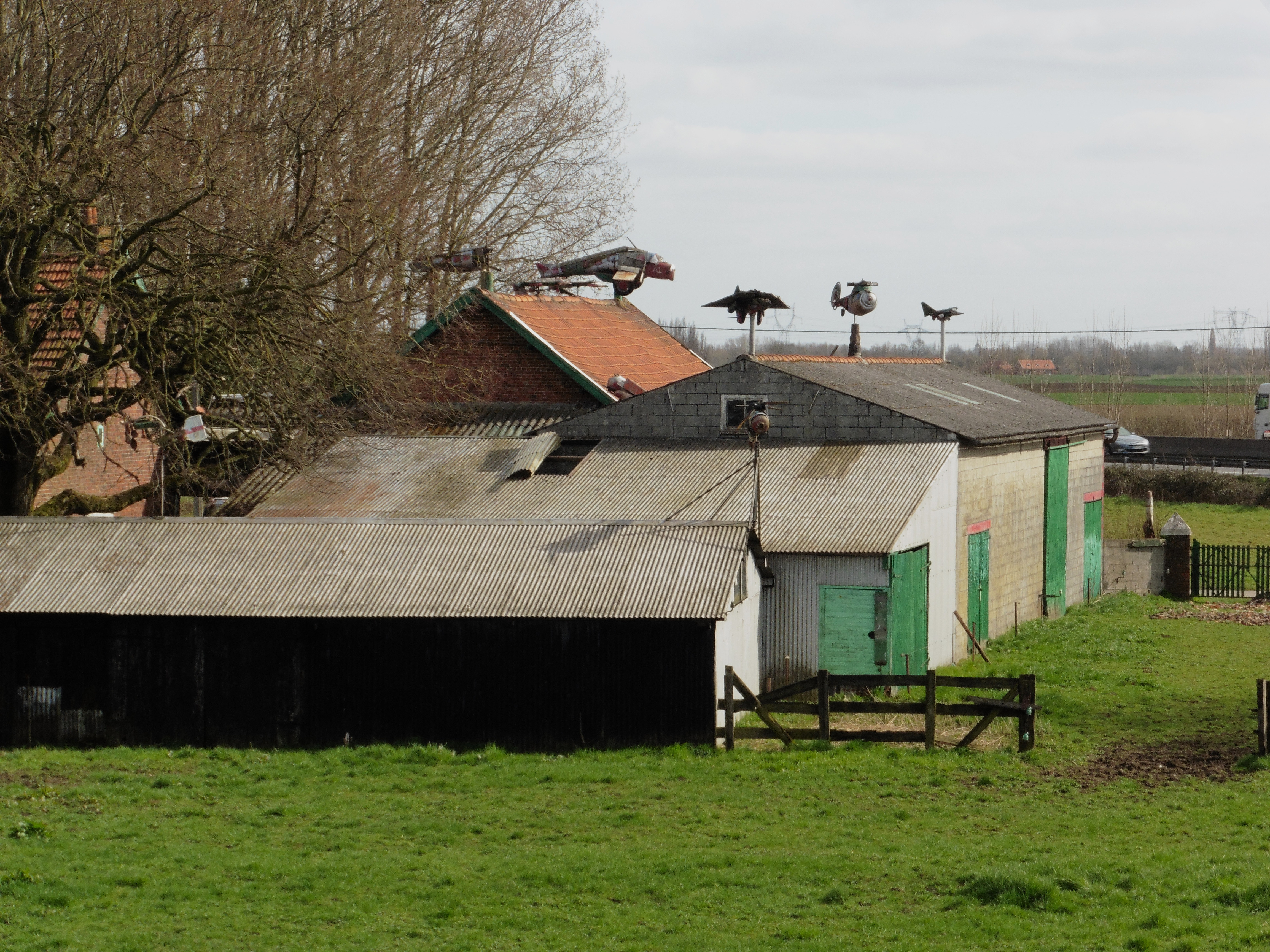
La maison aux avions
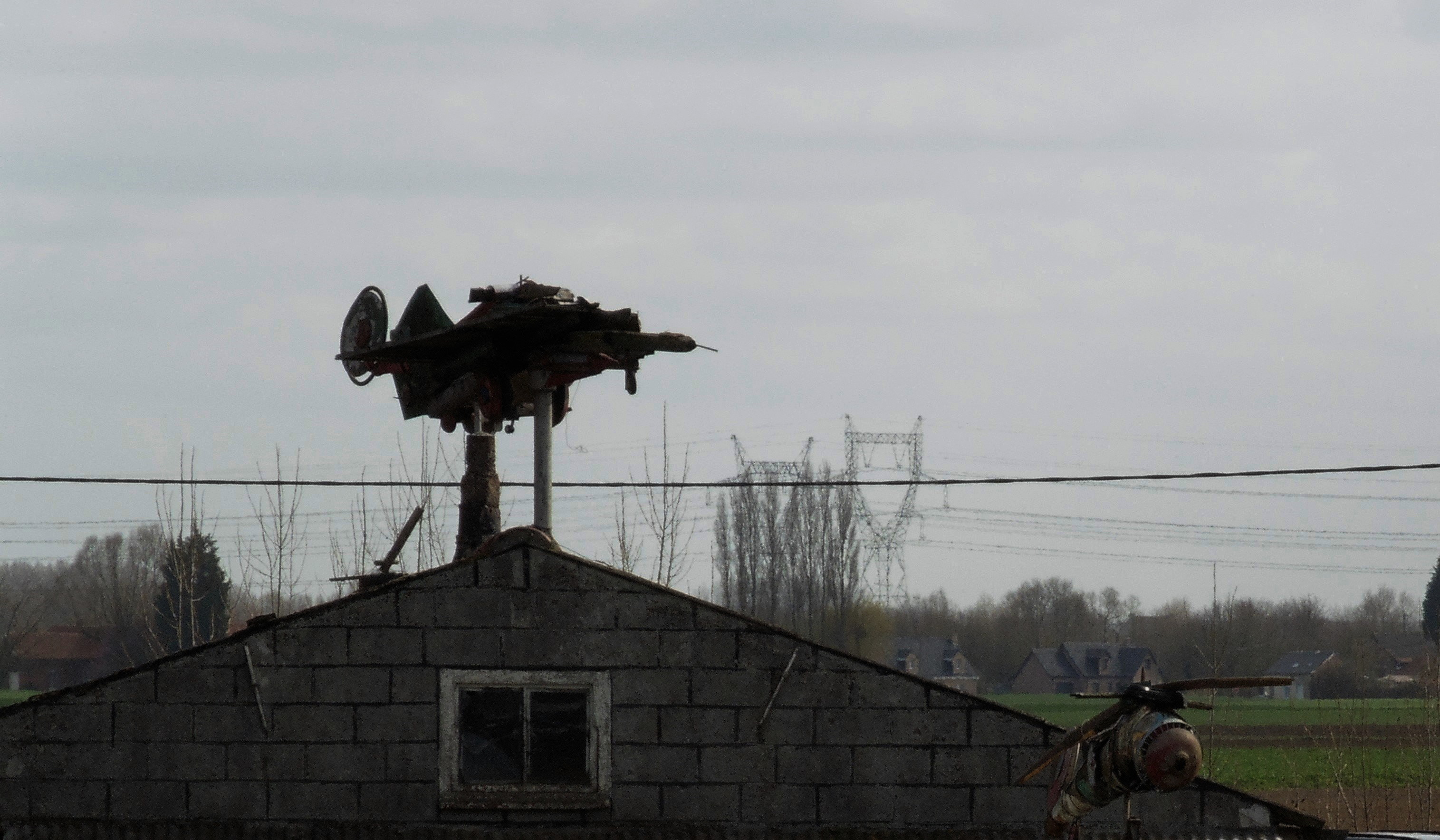
La maison aux avions
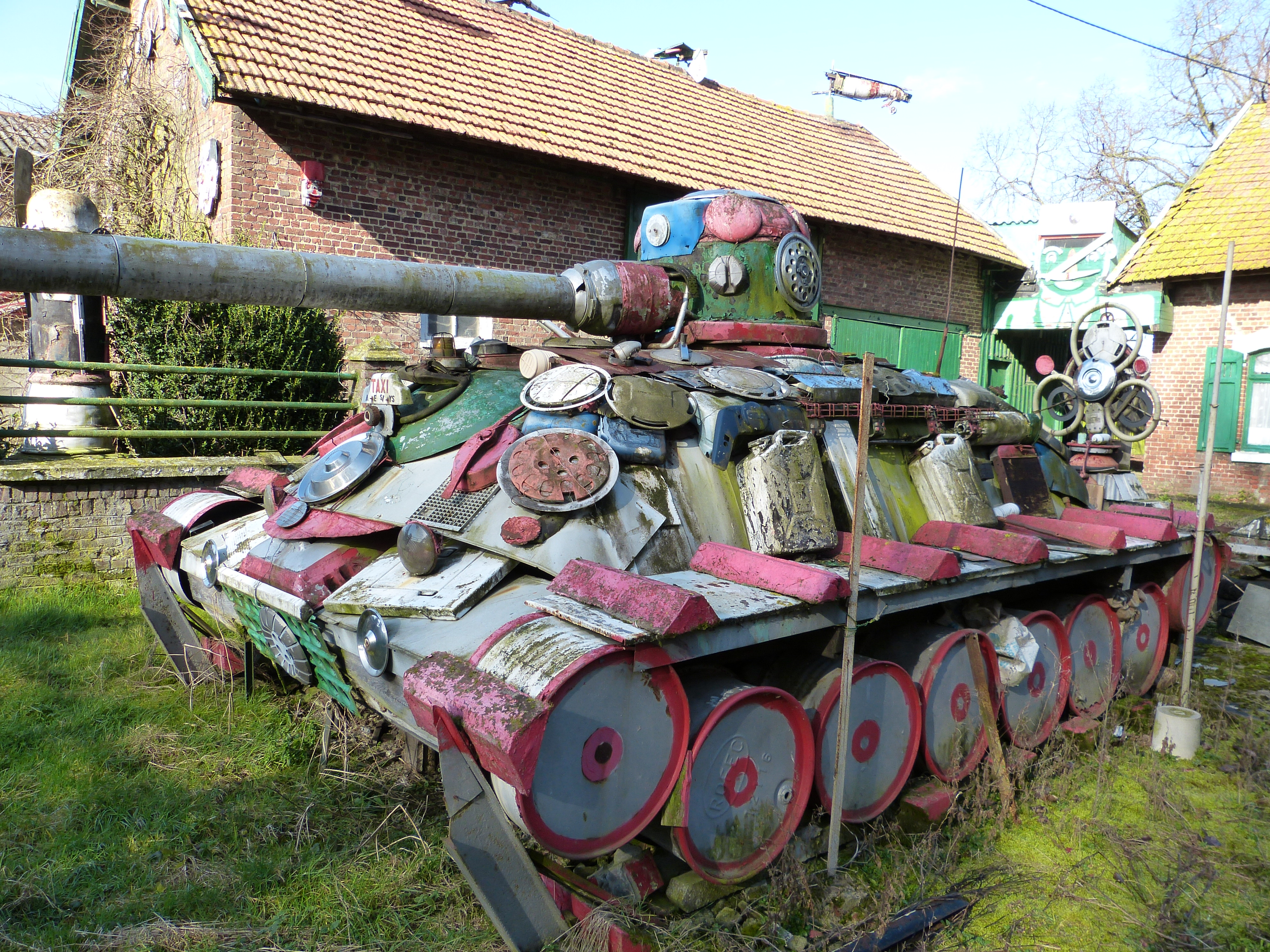
Sculpture d'art brut représentant un tank dans le jardin de la ferme vanabelle
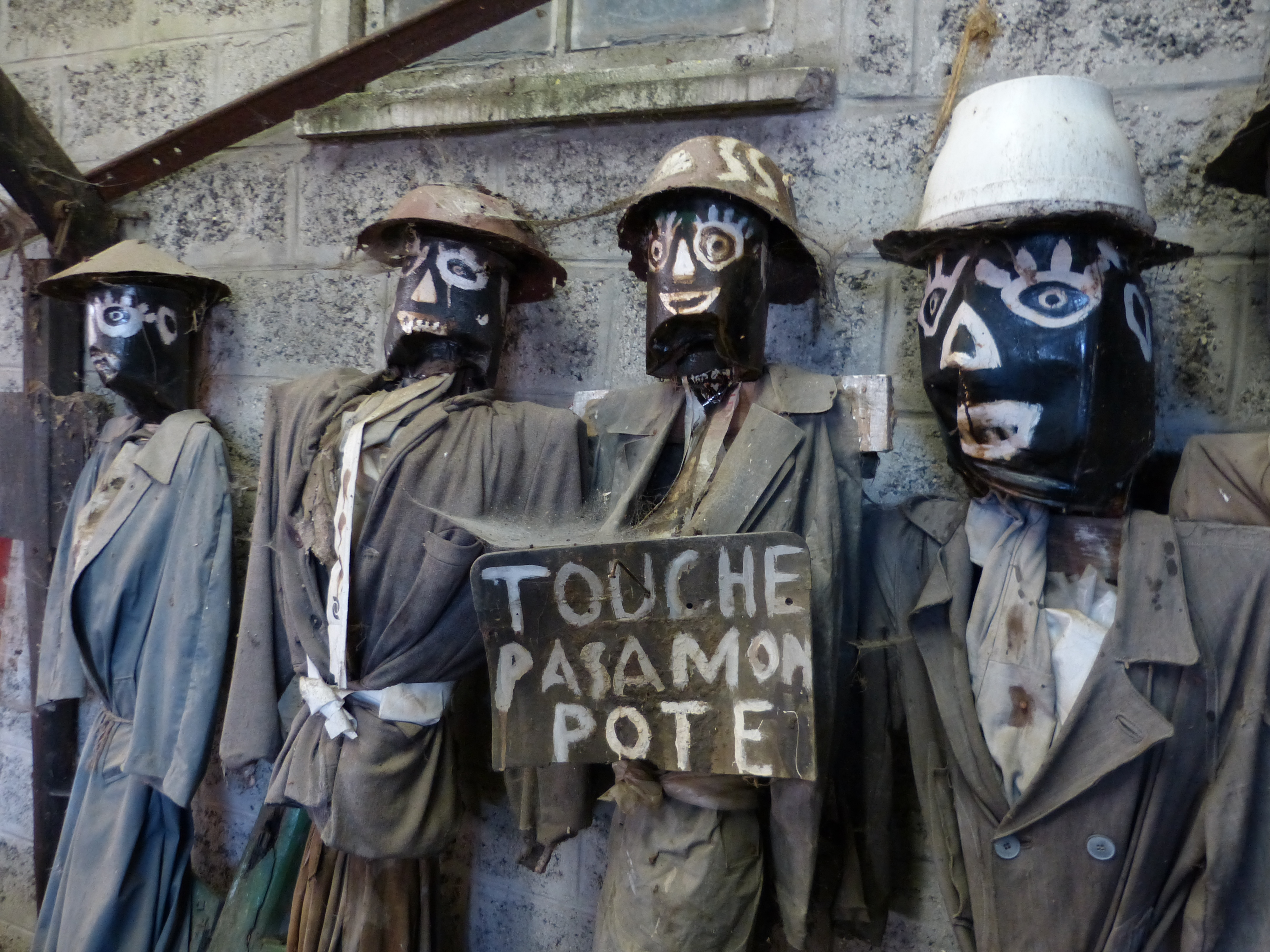
Sculptures d'art brut représentant des tirailleurs sénégalais. Se trouvaient dans une des remises de la ferme Vanabelle